# Saligny-sur-Roudon
Saligny-sur-Roudon – miejscowość i gmina we Francji, w regionie Owernia-Rodan-Alpy, w departamencie Allier.

## Demografia
Według danych na rok 1990 gminę zamieszkiwało 811 osób, a gęstość zaludnienia wynosiła 14 osób/km². W styczniu 2015 r. Saligny-sur-Roudon zamieszkiwało 795 osób, przy gęstości zaludnienia wynoszącej 13,7 osób/km².